# دیروز (فیلم ۱۹۵۹)
دیروز (مجاری: Tegnap) یک فیلم است که در سال ۱۹۵۹ منتشر شد.